# Världsfredskyrkan, Hiroshima
Världsfredskyrkan (japanska: 世界平和記念聖堂, Sekai Heiwa Kinen Seidō) är en minneskatedral i Hiroshima, Japan.

## Katedralen
Katedralen började uppföras år 1950 och färdigställdes 6 augusti 1954. Syftet med katedralen är att vara en plats där människor med olika trosuppfattningar kan samlas för att be om världsfred. Ursprunget till denna byggnad var en liten tysk katolsk församling vars bönhus förstördes vid atombombningen den 6 augusti 1945. Fader Hugo Enomiya-Lassalle var den drivande personen att uppföra denna minneskatedral och byggnadsuppdraget tilldelades arkitekt Murano Togo.